# Убийство Кеннеди (фильм)
«Убийство Кеннеди» (англ. Killing Kennedy) — американская историческая драма, режиссёра Нельсон МакКормика. Фильм основан на реальных событиях убийства Джона Кеннеди. Сюжет фильма создан по научно-популярной книге Билла О’Райли и Мартина Дугарда. Премьера фильма в США и Канаде состоялась 10 ноября 2013 года, а в Европе 29 ноября 2013 года.

## Сюжет
Фильм повествует об убийстве президента Кеннеди, а также о жизни якобы «коммуниста» Ли Харви Освальда в годы, предшествовавшие покушению.

## В ролях
| Актёр               | Роль                                         |
| ------------------- | -------------------------------------------- |
| Роб Лоу             | президент США Джон Ф. Кеннеди                |
| Уилл Ротхаар        | убийца Кеннеди Ли Харви Освальд              |
| Джиннифер Гудвин    | жена Джона Жаклин Кеннеди                    |
| Мишель Трахтенберг  | жена Освальда Марина Освальд                 |
| Джек Ноузуорти      | брат Джона Роберт Кеннеди                    |
| Кэйси Семашко       | владелец ночного клуба Джек Руби             |
| Фрэнсис Гуинан      | вице-президент США Линдон Джонсон            |
| Ричард Флуд         | секретарь Кеннеди Кеннет О'Доннел            |
| Мэри Пэт Глисон     | Маргарита Освальд                            |
| Натали Голд         | подруга Марины Рута Пейн                     |
| Борис МакГивер      | специальный агент ФБР Джон У. Файн           |
| Джейми МакШейн      | консул США в Москве Ричард Снайдер           |
| Брайан Хатчинсон    | специальный агент USSS Уинстон Лоусон        |
| Антуанетта ЛаВеччиа | Леди Берд Джонсон                            |
| Кейт Тайри          | министр военно-морских сил США Джон Конналли |

## Рекорд
Фильм собрал аудиторию в 3 354 000 зрителей в возрасте от 25 до 54 лет, тем самым побив прежний рекорд фильма «Убийство Линкольна», собравшего почти 3 351 000 зрителей.

## Награды и номинации

### Награды
- 2014 — Премия «Women’s Image Network Awards» в категории «Лучшая актриса фильма или мини-сериала» (Мишель Трахтенберг)

### Номинации
- 2014 — Номинация на премию «Выбор телевизионных критиков» в категории «лучший фильм / мини-сериале»
- 2014 — Номинация на премию «Гильдии кинорежиссеров Америки» в категории «За выдающуюся режиссуру» (Нельсон Маккормик)
- 2014 — Номинация на премию «Гильдии киноактёров США» в категории «За лучшую мужскую роль в сериале или в телевизионном фильме» (Роб Лоу)
- 2014 — Номинация на премию «Гильдии сценаристов США» в категории «За лучший адаптационый сценарий» (Келли Мастерсон)
- 2014 —Три номинации на премию «Эмми» в категориях: «Лучший телефильм»,"Лучший мини-сериал или фильм" (Келли Мастерсон), «За смешивания звука в мини-сериале или фильме» (Уильям Бритт, Марк Линден и Павел Тара)